# Copiapoa solaris
Copiapoa solaris là một loài thực vật có hoa trong họ Cactaceae. Loài này được (F.Ritter) F.Ritter mô tả khoa học đầu tiên năm 1980.